# Ringsted
Pour les articles homonymes, voir Ringsted (homonymie).
Ringsted  est une commune de la région Sjælland issue de la réforme communale de 2007. La population de la commune s'élevait en 2019  à 34 725 habitants alors que sa superficie est de 295,48 km².

## Jumelages
La commune de Ringsted est jumelée avec :
- Kutná Hora (Tchéquie) depuis 1989 ;
- Gyöngyös (Hongrie) depuis 1973 ;
- Skövde (Suède) ;
- Halden (Norvège) ;
- Sastamala (Finlande) ;
- Ringsted (États-Unis).

## Personnalités
- Poul Ruders (1949-), compositeur et organiste danios, est né à Ringsted.